# Mecometopus placens
Mecometopus placens là một loài bọ cánh cứng trong họ Cerambycidae.